# Cable Sport
Cable Sport fue un canal de televisión por suscripción de Argentina dedicado a deportes. Fue creado en 1988, siendo exclusivo de VCC, y desapareció de los cables en 1998.

## Historia
Cable Sport fue creado en 1988, cuando era exclusivo de VCC. Desde entonces, aportaba una programación muy destacada de deportes, aunque no podía transmitir las 24 horas. A comienzos de los 90', su transmisión se expandía más hasta llegar a transmitir las 24 horas. Sin embargo, en 1998, la VCC estaba por disolverse y hubo una disputa entre Cablevisión y Multicanal, pero las negociaciones se frustraron y la VCC desapareció. Esto provocó la desaparición de Cable Sport.

## Programación
- Cable Sport Noticias
- A todo motor
- Pura sangre
- Tenis
- Básquet
- Rugby
- Europa hoy
- Corazón
- Pases cortos

## Eventos

### Fútbol
- Torneo Argentino A
- Partidos amistosos del fútbol internacional
- Eliminatorias CONMEBOL EE. UU. 1994 (Todos los partidos en vivo)
- Eliminatorias Sudamericanas Francia 1998 (23 partidos en vivo y compartido con TyC Sports, Multideportes, BAC Canal 19 y América Sports)
- Copa Libertadores (compartido con TyC Sports, América Sports y DirecTV).

### Tenis
- Copa Davis

### Básquetbol
- LNB Liga VCC-TyC
- NBA (3 partidos por semana)

### Rugby
- Torneo de la URBA

### Automovilismo
- Rojo 7000 (Compartido con CCTV de Mar Del Plata)

## Enlaces
- Datos: Q5738268